# Pirata pagicola
Pirata pagicola là một loài nhện trong họ Lycosidae.
Loài này thuộc chi Pirata. Pirata pagicola được Ralph Vary Chamberlin miêu tả năm 1925.